# Gare de Simi Valley
La  gare de Simi Valley est une gare ferroviaire des États-Unis située à Simi Valley en Californie ; elle est desservie par Amtrak. C'est une gare sans personnel.

## Histoire
Elle est mise en service en 1993.

## Service des voyageurs

### Desserte
- Lignes d'Amtrak[1] :
  - Le Coast Starlight: Los Angeles - Seattle
  - Le Pacific Surfliner: San Diego - San Luis Obispo
- Metrolink
  - Ventura County Line: East Ventura - Los Angeles